# Bromma hembygdsförening

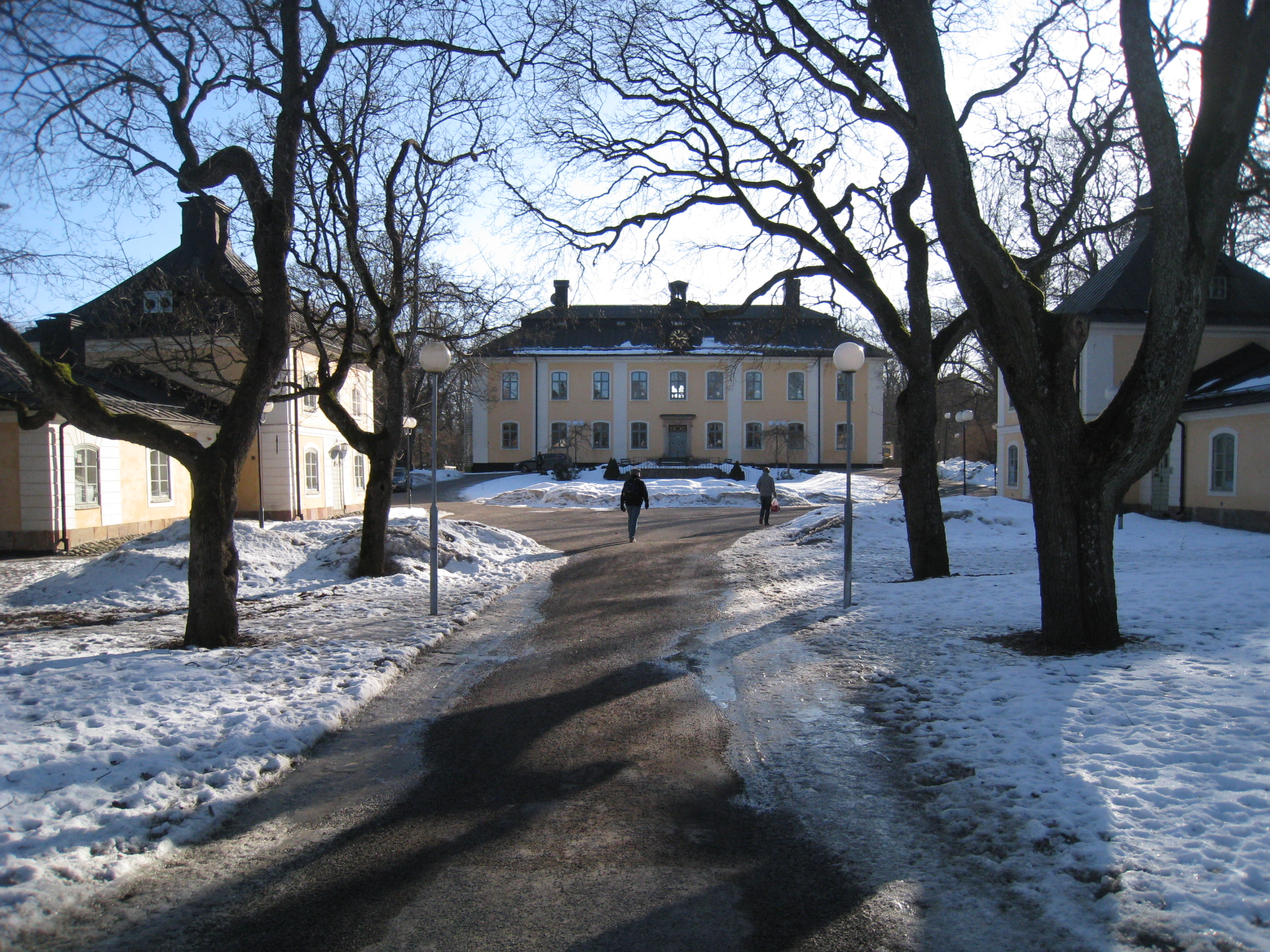
Sedan 1988 har Bromma hembygdsförening sina lokaler huvudbyggnaden i Åkeshovs slott, på tredje våningen, i slottets vindsvåning.

Bromma hembygdsförening verkar i Bromma, Stockholm, med syfte att skapa en historisk medvetenhet hos Brommaborna.

## Verksamhet
- Forskning och dokumentation om Brommas historia. Material finns samlat i föreningens lokal och är tillgängligt för medlemmarna. Mycket av materialet presenteras också i föreningens årsskrift, Brommaboken.

- Utflykter, vandringar och föreläsningar om dagens Bromma. I området finns ett rikt kulturarv, vars förvaltning föreningen verkar för.

- Deltagande i planeringen av det framtida Bromma. Remissinstans åt myndigheter.

## Historik

### Föreningens bildande

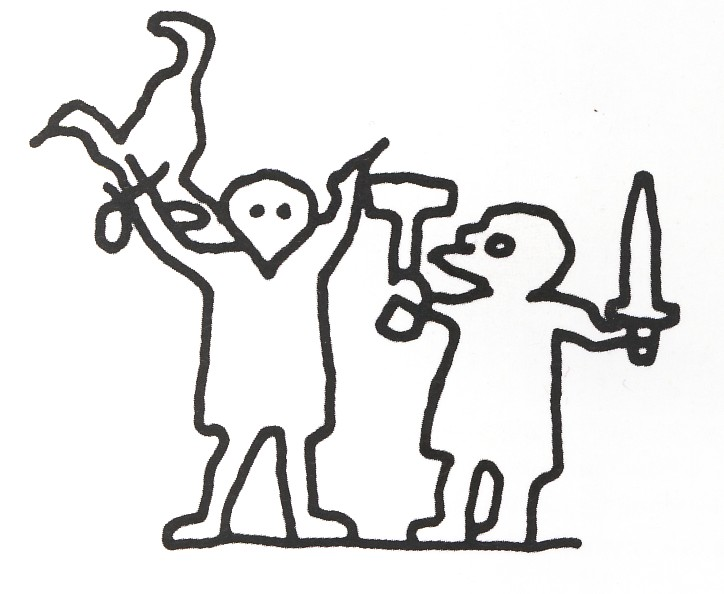
Riksbyristningen är logotyp för Bromma hembygdsförening. Ristningen föreställer de hedniska gudarna Oden och Tor.

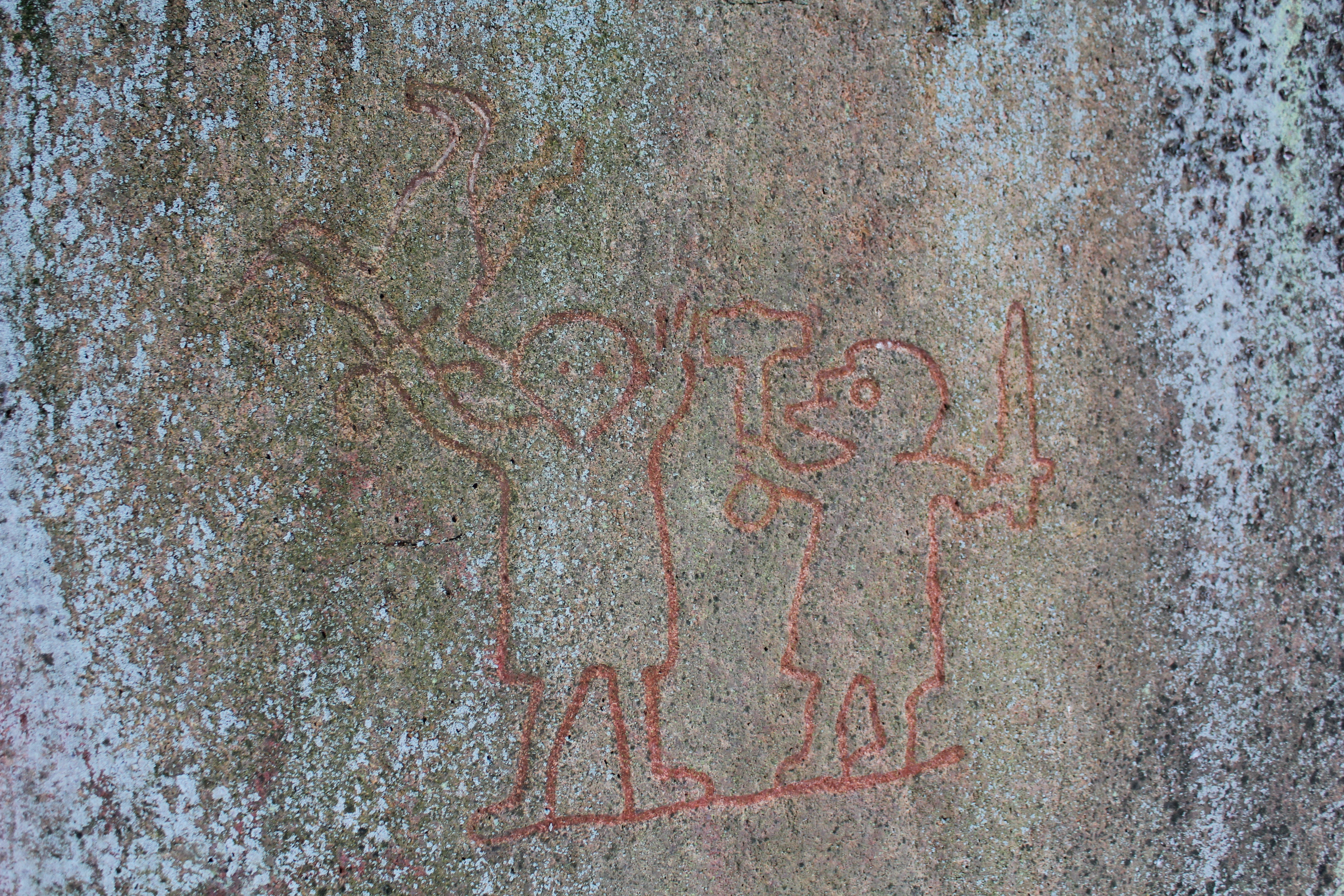
Förebilden till hembygdsföreningens symbol är bildristningen på den lodräta klippan nära Riksby gamla gravfält. Bildristningen är placerad i en nisch i berget och det gör det troligt, att det har funnits en kultplats här. Ristningen, som föreställer två män, är troligen de hedniska gudarna Oden och Tor. Oden har sina båda korpar Hugin och Munin och Tor är utrustad med sin hammare Mjölner. Hugin och Munin var Odens korpar i nordisk mytologi. Tor var en fornnordisk åskgud. I fornnordisk mytologi är Mjölner åskguden Tors hammare.

Den 11 januari 1924 bildades Bromma hembygdsförening, som har till uppgift att väcka och underhålla intresset för Bromma församlings historia samt natur- och kulturvärden.

### Årsskrift
Från och med år 1930 har föreningen givit ut en årsskrift. Det var den första Brommaboken, och sedan dess har varje år, i obruten följd, en ny Brommabok kommit ut. 1930 var således årgång 1. Årsskriften hette då Bromma Hembygdsförenings Årsskrift (BHÅ). Så hette årsskriften fram till och med 1981, årgång 52. Från och med 1982, årgång 53, har årsskriften benämningen Brommaboken, Bromma hembygdsförenings årsskrift. I samband med övergången till denna benämning har några enstaka årgångar fått beteckningen "årsbok" i stället för årsskrift. Vissa årgångar har utgivits i nytryck.

### Föreningens lokaler
Sedan 1988 har Bromma hembygdsförening sina föreningslokaler i Åkeshovs slotts huvudbyggnad på tredje våningen i slottets vindsvåning. Bromma hembygdsförening flyttade då in i Åkeshovs slott, som invändigt hade nyrestaurerats till konferensanläggning. 1988 omvandlades hela Åkeshovs slott och blev då en  träffpunkt, där Brommabor, och även andra, kunde träffas med lokaler för festmiddagar, kurs- och konferenslokaler samt övernattningsrum.

## Brommas fornminnesskyltar och skyltade kulturminnen
Informationsskyltar om Brommas fornminnen produceras av Bromma hembygdsförening i samarbete med Stockholms stadsmuseum.
Nedan följer en lista på skyltade kulturminnen i Bromma. De informationsskyltar som är uppsatta av Bromma hembygdsförening i samarbete med Stockholms stadsmuseum betecknas i det följande (BHF & SSM).

### Bronsåldern i Bromma
- Kämpakumlet, gravfält från yngre bronsålder (1100-500 f.Kr.), (RAÄ 4), Aladdinsvägen 31, Smedslätten. (BHF & SSM)
- Bronsåldersröse ovanför Solvik i Smedslättens område i Ålstensskogen, (RAÄ 3). Gravröse, 8 m i diameter, 0,6 m högt, beläget på ett krön av moränbunden bergrygg i Ålstensskogen nordväst om Solvik. På en klippa i Ålstensskogen finns detta bronsåldersröse (1100 f.Kr.-500 f.Kr.) bevarat. Skylten sitter på ett träd. En stig leder upp till röset från en promenadväg från Solviksbadet.
- Skålgropsstenen i Södra Ängby, (RAÄ 157). Märklig kultplats. Skylten står intill vägkorsningen mellan Zornvägen och Blackebergsvägen. I närheten ligger Södra Ängby skola. Skålropar anses vara från bronsåldern (1800-500 f.Kr.). (BHF & SSM)
- Bronsålderslämningar på Skidbacksberget, Abrahamsberg, (RAÄ 136:1). Den märkliga hägnaden bildar en så kallad vallanläggning, som kan vara från bronsåldern (800-500 f.Kr.), vilket nivån den ligger på, ca 30 m över havet, antyder. (BHF & SSM)

### Järnåldern i Bromma
- Stormannagården i Karsvik, Norra Ängby, (RAÄ 226). Gården vid Karsvik låg på en höjd och bestod av ett större hus, ett platåhus, en av Stockholms märkligaste fornlämningar. (BHF & SSM)
- Gravfältet i Björklunds hage, Norra Ängby, (RAÄ 62 i Bromma) gravfält från äldre och yngre järnåldern (ca 500 f.Kr. - 1050 e.Kr.). Här finns 68 gravar, bl.a. 11 högar och 46 runda stensättningar. (BHF & SSM)
- Gravfältet och Ryssmuren, Norra Ängby, (RAÄ 41). Det stora järnåldersgravfältet ligger vid Runsavägen, i naturreservatet vid Kyrksjölöten finns ett gårdsgravfält från järnåldern. Genom gravfältet går den så kallade Ryssmuren cirka 1100 meter söderut genom Nockebyhov och vidare väster om Åkeshovs slott. Gravfältet har 30 järnåldersgravar, varav 5 är så kallade högar och 25 är stensättningar. (BHF & SSM)
- Komötet i Norra Ängby, (RAÄ 63 och RAÄ 64), gravfält i Norra Ängby från yngre järnålder (550-1050 e.Kr.) och det har cirka 20 gravar. (BHF & SSM)
- Gravfältet i Eneby, (RAÄ 47 och RAÄ 52). Gravfält från äldre och yngre järnålder i Eneby. Gravfältet (RAÄ 52) från yngre järnåldern (550-1050 e.Kr.) omfattar 14 gravar, det är fyra högar som är 6-15 m i diameter och till 1,5 m höga. Bort mot Bällstavägen ligger gravfältet (RAÄ 47), som är från samma tid. (BHF & SSM)
- Gravfältet vid Lillsjön, Ulvsunda (RAÄ 6, RAÄ 7, RAÄ 8). Ulvsunda gårds gravfält vid Lillsjön, Ulvsunda, är från yngre järnålder (ca 400-1050 e.Kr.) (RAÄ 7 i Bromma) och består av 15 registrerade gravar, varav 1 hög och 14 runda stensättningar. I koloniområdet ligger en hög (RAÄ 8 i Bromma)kallas "Björns hög" efter namnet Björn på en runsten som påträffats väster om Lillsjön. (BHF & SSM)
- Stensättning i Ranhammar, Riksby (RAÄ 89), "skeppsformig stensättning" i Ranhammar, Riksby. Fornlämningen är en grav från yngre järnålder (ca 550 e.Kr. -1050 e.Kr.). Skylten är uppsatt på ett träd vid fornlämningen, som befinner sig nära en parkeringsplats och flygledartornet vid Bromma flygfält.
- Gravfältet vid Ålstensängen i Ålsten (RAÄ 2). Vid östra delen av Ålstensängen ligger gravfält (RAÄ 2) från yngre järnålder (550-1050 e.Kr.). Gravfältet kan dateras till vikingatid (ca 800-1050 e.Kr.). På gravfältet finns minst 7 gravar, 4 runda och 3 rektangulära stensättningar. Det kan möjligen finnas några fler gravar i närheten. (BHF & SSM)
- Glia gravfält i Riksby, (RAÄ 39), gravfältet vid Glia (RAÄ 39) är från yngre järnålder och har använts från 500-talets mitt e.Kr. till 1000-taletsmitt. I samband med att Bromma flygfält skulle byggas i mitten av 1930-talet röjdes gravfältet fram. 61 gravar påträffades och av dem undersöktes 16 gravar. 1999 återfann Stockholms stadsmuseum drygt 40 gravar vid en återställning av det då skadade gravfältet. Brommas märkligaste grav, en så kallad treudd med insvängda sidor finns på gravfältet. Endast två ytterligare treuddar finns i Bromma. (BHF & SSM)
- Linta gravfält i Riksby (RAÄ 28), Brommas största gravfält, som tillhörde Linta by. Linta by existerade från 500-talet till 1600-talet. Gravfältet har närmare 100 gravar, gravfältskartan visar 87 stycken. De flesta gravarna är runda stensättningar, men det finns även fyrkantiga stensättningar och ett antal högar. Enstaka gravar är från vendeltid (550-800 e.Kr.), men merparten är anlagda under vikingatid (800-1050 e.Kr.). (BHF & SSM)
- Glia runsten vid stenen vid Lintagravfältet i Riksby (RAÄ 32) står invid Linta gamla gravbacke på östra sidan av vägen från Kvarnbacksvägen till golfbanan på Bromma flygfält. Runstenen är från 1000-talet e.Kr. Inskriften lyder: "Gammal och Tjälve de läto resa denna sten ... (efter) sin fader, en dugande man. Gud hjälpe hans själ!"
- Runstenen Ängbystenen i Norra Ängby (RAÄ 72). Runstenen finns på en utsparad tomt vid Runstensvägen, nära Ängby slott. Den står på en till synes uppbyggd formation. En skylt med tolkad runstenstext står intill stenen. Runstenen är från 1000-talet e.Kr. Inskriften lyder: "Udd lät resa stenen efter Björn, Ingrids fader. Han var Vides arvinge."
- Runhällen vid Nora på Drottningholmsvägen i Riksby (RAÄ 13). Skylten finns vid en häll med två runristningar på en höjd norr om Drottningholmsvägen ungefär mitt emellan Brommaplan och korsningen Drottningholmsvägen och Hemslöjdsvägen. "Runhällar med inskrifter från 1000-talet e.Kr.". Den vänstra ristningen har följande text: "Sigvid och Sigrev läto rista denna sten efter Sina, sin fader." Den högra texten är delvis svårläst, särsklt de sita runorna. Texten lyder: "Närt lät rista dessa runor efter sin fader Faste. Ulv högg."

### Torpen i Bromma
- Dragontorpet i Abrahamsberg. Dragontorpet i Abrahamsberg är det enda kvarvarande dragontorpet (ryttartorpet) i Bromma, skylten står vid ingången till torpet på Gustav III:s väg. Torpet är troligen från 1700-talet. Vid mitten av 1800-talet bodde dragonen Gustaf Abraham Pihl på torpet. Då fick torpet namnet Abrahamsberg. (BHF & SSM)
- Torpet Lugnet i Judarskogen i Södra Ängby. Skylten är uppsatt nära torpet vid en promenadväg från Gubbkärrsvägen. Torpet ligger på gränsen mellan Södra Ängby och Nockebyhov. Det har ursprungligen tillhört Åkeshovs slott och det är ett av de få kvarvarande torpen i Bromma och betecknas som "stattorp" eller "dagsverkstorp". (BHF & SSM)
- Norrby båtsmanstorp i Riksby. Norrby båtsmanstorp ligger i Riksby i en park väster om Hemslöjdsvägen. Skylten står vid en asfalterad promenadväg nära torpet. Den enda äldre byggnaden är det lilla båtsmanstorpet med stuga och bod från slutet av 1700-talet.
- Lilla Ängby gård i Blackeberg. Skylten med information om Lilla Ängby står vid uppfartsvägen från Blackebergsvägen nära en 1/4 milsten. Den röda mangårdsbyggnaden finns kvar av den lilla bondgården, som avstyckades 1720 från Stora Ängby gård. "Snuskungen" Knut Ljunglöf inköpte Lilla Ängby 1878 och införlivade den med sina övriga marker i Bromma. (BHF & SSM)

### Övriga skyltade kulturminnen i Bromma
De kulturplatser, som vi kallar "övriga skyltade kulturminnen" är sådana som inte är fornlämningar eller torp.
- Åkeshovs slott i Åkeshov. Skylten står strax till vänster om infarten till slottet.
- Stora Ängby slott i Norra Ängby. Skylten står i slottsparkens nordöstra hörn nedanför kullen med fatuburshuset.
- Ulvsunda slott i Ulvsunda. Skylten sitter på en yttervägg på slottets östra sida och är uppsatt av konferensanläggningen.
- Alléparken i Äppelviken. Skylten är uppsatt nära Alléparkens hållplats på södra sidan av Västerled.
- Olovslundsparken i Olovslund. Skylten är uppsatt på södra sidan av en damm i parken.
- Ålstensparken i Ålsten. Skylten för Ålstensparken finns vid Per Albin Hanssons väg på Ålstensängens västra sida.
- Ljunglöfska slottet i Blackeberg. Skylten är uppsatt mellan stranden och det Ljunglöfska slottet.
- Beckombergaparken i Beckomberga. Skylten är uppsatt strax sydväst om ingången till det tidigare mentalsjukhuset.
- Arla Coldinu-korset på flyttblocket Ålstenen vid Ålstenshamnen i Ålsten, (RAÄ 111). Skylten är uppsatt nedanför det stora flyttblocket Ålstenen med Arla Coldinuorden i Ålstensparken vid Ålstenshamnen.